# Sói (phim)
"Cậu bé người sói" hay còn được biết đến với tên "Sói" (Hàn văn:늑대소년, phiên âm: Neuk-dae So-nyeon) có tiêu đề tiếng Anh là "A Werewolf Boy" là bộ phim Hàn Quốc được sản xuất năm 2012. Bộ phim nói về chuyện tình nhẹ nhàng, cảm động giữa một thiếu nữ và một người sói với sự tham gia diễn xuất của Song Joong-gi và Park Bo-young đã gây được ấn tượng mạnh mẽ, lan tỏa và gặt hái được nhiều thành công lớn.

## Thành công lớn
"Sói" đạt được thành công rất lớn tại Hàn Quốc ngay sau khi bắt đầu công chiếu:
- Cán mốc 1 triệu vé chỉ sau 5 ngày.
- Doanh thu đạt khoảng 2 triệu đô sau 9 ngày.
- Doanh thu đạt mốc 3,6 triệu đô sau 12 ngày.

Là một trong những bộ phim điện ảnh hiếm hoi của Hàn Quốc khai thác chủ đề tình cảm nhẹ nhàng, Sói được coi như một trong tác phẩm được mong đợi nhất tại Hàn.
"Sói" cũng tạo thêm bất ngờ lớn khi thiết lập thêm một kỷ lục mới cho các rạp phim trong "Ngày Sát hạch" - ngày mà toàn bộ học sinh, sinh viên trong cả nước Hàn Quốc tiến hành sát hạch kết quả học tập.
Ngày 15/11/2012, "Sói" cán mốc 4.120.000 vé, trở thành bộ phim điện ảnh thành công nhất mọi thời đại.
Chưa hết, ngày 18/11, Sói tiếp tục cán mốc 5 triệu vé, 6 triệu vé vào ngày 26/11, và sau đó 7 triệu vé vào ngày 16/12, khiến cho doanh thu của bộ phim này đứng thứ ba tại Hàn Quốc tính trong năm 2012 dù phát hành cuối năm.

## Cốt truyện
Nhận được một cuộc gọi không mong muốn, bà Kim Soon-i từ Mỹ buộc phải quay về Hàn Quốc - ghé lại nơi bà từng ở khi còn trẻ. Cùng cô cháu gái Eun-joo trở lại chốn cũ, những ký ức màu nhiệm của 47 năm trước chợt quay về.
Khi Soon-i mới chỉ là một thiếu nữ 19 tuổi, gia đình cô phải chuyển về một vùng quê. Tại đây, cuộc sống khác xa nơi cô từng sinh sống, lạc lõng, cô đơn nhưng Soon-i đã vô tình phát hiện ra một bí mật. Một anh chàng người sói! Vì rắc rối trong khâu xử lý của chính quyền địa phương, chàng trai này được gia đình Soon-i "tạm" nuôi dưỡng, đặt tên là Kim Cheol-soo.
Cheol-soo luôn im lặng, chỉ gầm gừ và cố che giấu cơ thể to lớn, méo mó của mình trong bóng đêm với ánh mắt hoang dại, đầy bí ẩn. Thêm nữa, những hành vi của cậu kì lạ y như một con thú hoang thực sự khiến Soon-i phải thấy tò mò, bị hấp dẫn. Cứ thế, những kỷ niệm đẹp đẽ, nhẹ nhàng, đằm thắm, tràn ngập ánh nắng nơi cao nguyên giữa hai con người ngày một nhiều thêm. Soon-i dần "dạy" Cheol-soo cư xử như một con người với tình cảm đầy ắp trong tim, một thứ tình yêu trong sáng, diệu kỳ.
Thế nhưng, một ngày, Cheol-soo đánh mất sự bình tĩnh. Trong cơn hoảng loạn, cậu trở lại với bản tính thú vật của mình và trở thành nỗi sợ hãi của dân làng. Một lần nữa, Soon-i quyết phải cứu lấy Cheol-soo: "Đợi mình nhé! Mình sẽ quay lại vì cậu."

## Diễn viên

### Vai chính
- Song Joong-gi vai Kim Cheol-soo[2][3][4][5][6]
- Park Bo-young vai Kim Soon-i (thời trẻ)/ Eun-joo[7][8][9][10][11]

### Vai phụ
- Lee Young-I-an vai Kim Soon-i
- Jang Young-nam vai Mẹ của Soon-i
- Yoo Yeon-seok vai Ji-tae [12][13]
- Kim Hyang Gi vai Kim Soon-ja
- Yoo Seong-mok vai Giáo sư Kang Tae-sik
- Seo Dong-soo vai Đại tá quân đội
- Woo Jeong-gook vai Ông Jeong
- Goo Bon-im vai Bà Jeong
- An Do-gyoo vai Dong-seok
- Shin Bi vai Dong-mi
- Nam Jeong-hee vai Bà của Dong-seok
- Lee Joon-hyeok và Oh Young-seok vai Cảnh sát
- Lee Seong-Joo vai Con trai của Soon-i
- Jang Seo-i vai Con dâu của Soon-i
- Jo Jae-yoon vai Cháu trai của Soon-i

## Nhạc phim
Ca khúc chủ đạo là ca khúc "Childlike" được trình bày bởi John Park. Bên cạnh đó, "My Prince" của Park Bo-young cũng được phát hành dưới dạng đĩa đơn số.

## Ấn phẩm liên quan
Một phiên bản tiểu thuyết của bộ phim đã được phát hành vào 31/10/2012 trùng với ngày phát hành của bộ phim.

## Phiên bản mới
Một phiên bản mới của "Sói" được phát hành vào tháng 12/2012 với một cái kết mới.
Ngày 27/11/2012, CJ Entertainment đăng thông tin về phiên bản mở rộng của "Sói". Ngay sau đó, đại diện Hiệp hội Kiểm duyệt Điện ảnh Hàn Quốc (KMRB) cũng cho biết "Sói" đã nộp đơn xin xét duyệt bản phim được chỉnh sửa với 2 phút kéo dài, nâng tổng thời lượng lên con số 127 phút.
Phần kết mới của bộ phim đã được thay đổi một cách đáng ngạc nhiên. Bản thân Song Joong-gi, nam chính của bộ phim từng tiết lộ trước đó rằng: "Chúng tôi đã quay một phiên bản khác cho phần kết. Tôi hy vọng nó có thể được đưa ra công chúng."
Trong cảnh cuối của phiên bản mới, khi Kim Soon-i gặp lại Kim Cheol-soo, nhân vật Kim Soon-i được diễn viên Park Bo-young thể hiện, thay vì diễn viên Lee Young-I-an, với cốt truyện và lời thoại được giữ nguyên như trong phiên bản gốc. Trong mắt Cheol-soo, dù sau hơn 4 thập kỷ, Soon-i vẫn như ngày nào, không có gì thay đổi.
Ngày 7/12/2012, tại buổi gặp gỡ người hâm mộ tại CGV ở Wangsimni, Seoul, đạo diễn Jo Sung Hee nói: "Tôi nhận thức được là nhiều khán giả nam không thích đoạn kết. Đó thật sự không phải là thứ chúng tôi dự định làm, nên đây là cơ hội tốt để chiếu một cái kết khác"
Với sự nổi tiếng ở Hàn Quốc và châu Á của Song Joong-ki, ngày 13/4/2016, ngay sau khi kết thúc tập 15 của bộ phim truyền hình ăn khách Hậu duệ mặt trời, đài KBS2 đã phát sóng lại "Cậu bé người sói". Tuy nhiên, phiên bản được chiếu là phiên bản cũ.